# Cleidion vieillardii
Cleidion vieillardii är en törelväxtart som beskrevs av Henri Ernest Baillon. Cleidion vieillardii ingår i släktet Cleidion och familjen törelväxter.
Artens utbredningsområde är Nya Kaledonien.

## Underarter
Arten delas in i följande underarter:
- C. v. mareense
- C. v. vieillardii